# Juan García Oliver
Pour les articles homonymes, voir Juan García (homonymie) et García.
Juan García Oliver ou Joan Garcia i Oliver  en catalan, né le 20 janvier 1901 à Reus (Tarragone, Espagne) et mort le 17 juillet 1980 à Guadalajara (Mexique), est un anarcho-syndicaliste espagnol, militant de la Confédération nationale du travail et de la Fédération anarchiste ibérique.
En octobre 1922 à Barcelone, avec Buenaventura Durruti, Francisco Ascaso et Ricardo Sanz, il fonde le « groupe d'action » Los Solidarios créé pour riposter au pistolérisme patronal.
Après le coup d'État militaire des 17 et 18 juillet 1936, il dirige le Comité central des milices antifascistes de Catalogne.
Pendant la révolution sociale de 1936, lorsque la Confédération nationale du travail décide d'entrer dans le gouvernement du Front populaire après d'intenses débats internes, il est l'un des quatre ministres anarchistes du gouvernement de Francisco Largo Caballero, chargé de la Justice de novembre 1936 à mai 1937.
En janvier 1939, après la défaite de la Seconde République espagnole et la Retirada, il est membre, en France, du Conseil général du Mouvement libertaire.

## Biographie
C’est à Reus (Catalogne), en 1901, qu'il naît dans une famille ouvrière, García Oliver.
À 11 ans, il doit quitter l'école et travaille comme employé de magasin. Trois ans plus tard, il est garçon de café à Tarragone, puis à Barcelone. Il a 8 ans, en juillet 1909, lorsque se déroule la « Semaine tragique » en Catalogne.
Au cours de la grève générale de 1917, il s'implique dans les activités syndicales.
En 1919, la grève victorieuse menée par la CNT à l'usine La Canadiense, le mène à rejoindre les milieux anarchistes et anarcho-syndicalistes.
Membre du syndicat des garçons de café, il participe à la grève pour la transformation du pourboire en salaire. C'est dans ce contexte qu'il est incarcéré pour la première fois.

### Los Solidarios
En 1920, il rejoint la Confédération nationale du travail (CNT).
En octobre 1922, avec Buenaventura Durruti, Francisco Ascaso et Ricardo Sanz, il fonde Los Solidarios, un groupe d'action directe qui s’oppose les armes à la main aux tueurs du syndicat libre (pistolérisme) et à leurs inspirateurs. Le groupe revendique plusieurs assassinats, dont celui du cardinal Juan Soldevilla y Romero et une tentative sur le roi Alphonse XIII.
En mai 1924, il est arrêté et emprisonné un an. À sa libération, il s'exile en France où il travaille comme ouvrier vernisseur et où, avec les autres membres du groupe Solidarios, il prépare un attentat contre Mussolini (projet abandonné à la suite du retrait des militants italiens) puis un attentat contre le roi Alphonse XIII, ce qui l’oblige à entrer dans la clandestinité. Il fuit en Belgique. En 1926, il participe au congrès anarchiste tenu à Marseille.
Rentré en Espagne, il est arrêté en Navarre fin 1926 et condamné en décembre 1928 à dix ans d’emprisonnement.
En 1931, il est libéré par l’amnistie suivant la proclamation de la Seconde République espagnole.
Du 10 au 16 juillet 1931 à Madrid, il participe comme délégué au troisième congrès de la CNT où il s’oppose aux partisans de la tendance trentiste (« possibilisme libertaire ») et à l’organisation de la CNT en fédérations d’industrie.
En 1932, il est le secrétaire du Comité péninsulaire de la Fédération anarchiste ibérique en remplacement de Juan Manuel Molina Mateo emprisonné pour insoumission. Il est également rédacteur du journal CNT (jusqu’à son interdiction en 1934) et membre des cadres de défense de Barcelone.
Partisan de la théorie de « la gymnastique révolutionnaire », il contribue à la préparation des mouvements insurrectionnels de janvier 1933 en Catalogne.
En mai 1936, au congrès de Saragosse de la CNT, il défend l’unité syndicale (la réunification syndicale) et le communisme libertaire.

### Ministre anarchiste
À la suite du coup d'État militaire des 17 et 18 juillet 1936 contre le gouvernement républicain, il joue un rôle important dans le Comité central des milices antifascistes de Catalogne (CCMA) qui organise la lutte antifranquiste au début de la guerre civile.
Dès les premiers jours de la révolution sociale, il défend la thèse minoritaire de la prise totale du pouvoir par les anarcho-syndicalistes qui sont majoritaires sur les barricades et dans les entreprises. Selon l'historien César M. Lorenzo : « Il aurait alors fallu installer une dictature féroce contre les partis, ce qui est contraire aux principes anarchistes ».
Il est nommé responsable des opérations militaires avec Buenaventura Durruti au CCMA.
Responsable de la formation des cadres militaires, il organise la colonne Los Aguiluchos de la FAI et l'École populaire de guerre où sont formés les premiers officiers d’origine ouvrière.
C'est sous son impulsion que le CCMA signe, le 19 septembre 1936 à Barcelone, un pacte avec le Comité d'action marocaine (représenté par Mohamed Hassan Ouazzani et Omar Abdeljalil) prévoyant l'indépendance du Maroc espagnol en échange d'un soulèvement antifranquiste sur place. Cependant, compte tenu du fait que le Maroc est à l'époque divisé entre l'Espagne et la France, le président du gouvernement Largo Caballero refuse d'activer le pacte sans l'accord de cette dernière. Malgré l'insistance de Ouazzani auprès de Léon Blum, cet accord ne viendra jamais.
Bien qu'étant opposé à la participation de la CNT au gouvernement central, le 4 novembre 1936, lorsque la confédération décide d'entrer dans le gouvernement du Front populaire après d'intenses débats internes, García Oliver est l'un des quatre ministres anarcho-syndicalistes du second gouvernement de Largo Caballero (1936-1937) : García Oliver à la Justice, Federica Montseny à la Santé et Assistance Sociale, Joan Peiró à l'Industrie et Juan López Sánchez au Commerce,.

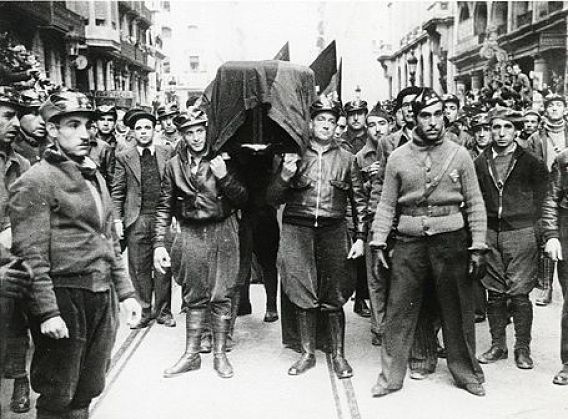
Enterrement de Buenaventura Durruti, le 23 novembre 1936 à Barcelone.

Le 23 novembre 1936 à Barcelone, il est à la tête du cortège lors de l'enterrement de Buenaventura Durruti.
Au cours des journées de mai 1937 à Barcelone où s'affrontent communistes et anarchistes, il prend position publiquement en faveur d'un cessez-le-feu. Avec Federica Montseny, il appelle à la radio à déposer les armes et à retourner au travail. Il perd alors beaucoup de son influence dans les milieux anarcho-syndicalistes. Durant ces évènements de mai à Barcelone, Garcia Olliver et les leaders anarchistes sont accusés d'avoir trahi la cause prolétarienne : « Au lieu de tirer profit du peu de cohésion des troupes gouvernementales, la direction anarchiste insistait, heure après heure, pour démanteler les barricades, laisser entrer la colonne du gouvernement de Valence sans tirer un coup de feu, et faire cesser la grève. ». La rancœur dans la base des organisations anarchistes est telle que « sur de nombreuses barricades on ne parlait que de fusiller García Oliver et les autres leaders ».
Il quitte le gouvernement le 17 mai 1937, mais reste actif jusqu'à la chute de Barcelone le 26 janvier 1939.
Le 20 novembre 1937, au cimetière de Montjuïc, Juan García Oliver rend hommage à Durruti, tué un an plus tôt sur le front de Madrid. L’ex-ministre de la Justice de Largo Caballero remonte le cours de l’histoire : « Je n’ai pas honte de le dire, je le confesse avec fierté, nous avons été les rois du pistolet ouvrier de Barcelone, les meilleurs terroristes de la classe ouvrière… “Nosotros”, ceux qui n’ont pas de nom, ceux qui n’ont pas d’orgueil, ceux qui ne forment qu’un bloc, ceux qui payent l’un après l’autre, “Nosotros”… La mort n’est rien, nos vies individuelles ne sont rien ! Tant que l’un de nous vivra, “Nosotros” vivra ! ».

### Exil
Il se réfugie en France durant la retirada.
Le 25 février 1939 à Paris, il est membre du Conseil général du Mouvement Libertaire Espagnol (MLE) aux côtés notamment de Federica Montseny et Juan Manuel Molina Mateo.
Il vit ensuite en Suède, puis au Mexique, jusqu'à sa mort, le 17 juillet 1980.

## Postérité

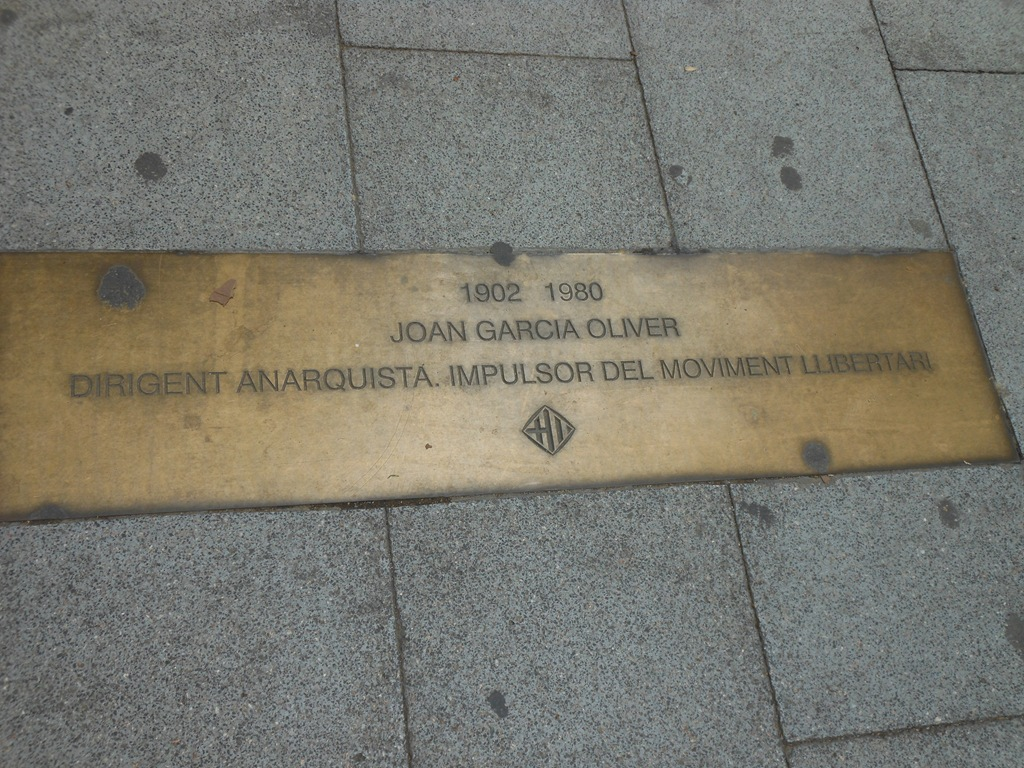
Plaque en mémoire de Garcia Oliver, sur la Rambla de Poblenou à Barcelone.

Oliver, Durruti et Ascaso sont parfois surnommés les « trois mousquetaires de l'anarchisme espagnol, » qui eux aussi, étaient quatre, avec Jover.

## Citations
- « Le 20 juillet 1936 fut une très longue journée. Elle avait débuté le 18. Ce fut le temps de la grande victoire. Ce fut le temps où commença la grande défaite. » Juan García Oliver, El eco de los pasos.
- « L’anarchisme est une arme inefficace pour libérer l’humanité. » Juan García Oliver, lettre à Cipriano Mera, 7 septembre 1939.

## Mémoires
- L'écho des pas, Toulouse, Le Coquelicot, 2014[18].
- (es) El eco de los pasos, Planeta, 2008, extraits en ligne.
- (en) My Revolutionary Life, Kate Sharpley Library, 2008, extraits en ligne.